# Vârfu Câmpului
Vârfu Câmpului – wieś w Rumunii, w okręgu Botoszany, w gminie Vârfu Câmpului. W 2011 roku liczyła 1134 mieszkańców.